# Max De Aloe
Max De Aloe (Busto Arsizio, 18 marzo 1968) è un armonicista e compositore italiano.
Allievo di Willi Burger è attivo prevalentemente in ambito jazz, suona l'armonica a bocca cromatica, la fisarmonica e il pianoforte ed è considerato tra i più importanti armonicisti jazz europei

## Biografia
Dopo la laurea in Sociologia alla statale, un passato adolescenziale come tastierista in piccoli gruppi rock della scena bustocca (Toilette Rock, con Antonio Turconi chitarra e voce, Blind Alley con i fratelli Raffaele e Gianni Guido al basso e chitarra), alcuni corsi formativi, ha esordito nel 1999 con La danza di Matisse per la (Splasc(h)), album che ha ottenuto ottime recensioni anche oltreoceano, poi ha realizzato con Mike Melillo e Massimo Moriconi l'album La musica di Bruno Martino.
Con il fisarmonicista Gianni Coscia e Massimo Moriconi ha poi pubblicato Racconti controvento (2001), inserito tra i migliori album italiani dell'anno dalla rivista Musica Jazz per l'inusuale ed originale accostamento di armonica e fisarmonica e L'anima delle cose (2003).
Ha scritto e realizzato le musiche per il documentario cileno Mujeres + Arte che ha vinto il primo premio al Concorso Fondo de Fomento Audiovisual- 2006 del Ministero di Cultura del Cile (trasmesso da Canal 13 in Cile).
Con Bebo Ferra (chitarra), Riccardo Fioravanti (contrabbasso) e Stefano Bagnoli (percussioni) a nome Max De Aloe Quartetto Crocevia ha pubblicato Crocevia (2006).
Ha fondato poi il Max De Aloe Quartet con Roberto Olzer (piano), Marco Mistrangelo (contrabbasso) e Nicola Stranieri  (percussioni) con il quale ha pubblicato quattro album per la Abeat tra cui Lirico Incanto del 2008, rivisitazione in chiave jazz contemporaneo di arie liriche tratte dalle opere di Puccini, Leoncavallo e Verdi apprezzato dal famoso trombettista Paolo Fresu.
Ha realizzato le musiche degli spettacoli teatrali Por la vida, dedicato alla madri di Plaza de Mayo dove era musicista in scena, e  Morte Accidentale di una lady di Andrea Carlo Cappi.
Ha scritto e realizzato lo spettacolo in solo Un controcanto in tasca- Storie di musicisti gentili, poeti innamorati e pazzi inventori di strumenti musicali dove è narratore e musicista e di cui uscito nel 2011 per Abeat Records un dvd per la regia di Francesco Vincenzi
Ha collaborato con lo scrittore Paolo Nori e con il gruppo svizzero Q3 (Brian Quinn e Simon Quinn) nella sonorizzazione dal vivo del film Nanuk l'eschimese realizzato dal regista Robert Flaherty nel 1922 che ha visto la partecipazione anche del celebre chitarrista statunitense Kurt Rosenwinkel.
Nel 2013 ha realizzato lo spettacolo Da solo, suonando con gli occhi, dove suona sonorizzando in solo film surrealisti muti degli anni Venti.
Ha poi collaborato con l'attrice Lella Costa, con l'attore e regista Marco Baliani, con i giornalisti Oliviero Beha e Beppe Severgnini e alla parte musicale di alcuni spettacoli teatrali dell'attore Valerio Bongiorno e Federico Buffa.
Nel 2011 ha ottenuto il secondo posto nella categoria miscellanea dalla rivista Musica Jazz
Nel 2012 ha pubblicato l'album Bjork on the Moon, dove reinterpreta alcuni brani della cantante islandese Björk.
Ha suonato in diversi Paesi di tutti i cinque continenti,  tra cui Brasile, Cile, Madagascar, Mozambico, Zimbabwe, Sud Africa, Australia, Cina, Hong Kong e in tutti i paesi dell'Europa con molti musicisti di fama internazionale come Kurt Rosenwinkel, Adam Nussbaum, Eliot Zigmund, Paul Wertico, John Helliwell dei Supertramp, Michel Godard, Don Friedman, Enrico Pieranunzi, Garrison Fewell, Jesper Bodilsen, Enrico Rava, Dudu Manhenga, Mike del Ferro, Hendrik Meurkens, Cy Leo, Paolo Fresu, Franco Cerri, Renato Sellani, Gianni Basso, Dado Moroni, Barbara Casini, Umberto Petrin, Attilio Zanchi, Tino Tracanna, Roberto Cipelli,  ecc.
Oltre ad essere musicista è stato collaboratore in riviste musicale ed insegnante, nel 1995 ha fondato il Centro Espressione Musicale di Gallarate di cui è direttore.
È stato docente per alcuni corsi dell'Accademia d'Arti e Mestieri dello Spettacolo del Teatro alla Scala di Milano per i corsi finanziati dal fondo sociale europeo.
È docente di armonica cromatica nei Seminari Estivi di Nuoro Jazz.
Nel 2014 ha accompagnato musicalmente Federico Buffa  nella serie "Storie Mondiali" , trasmessa da Sky Italia  ed è stato ospite nel live show del sabato sera di Rai Uno al fianco di Massimo Ranieri.
Ha vinto per cinque volte consecutive il Jazz It Awards indetto dalla rivista Jazzit come migliore musicista jazz italiano del 2014, 2015. 2016, 2017 e 2018 nella categoria riservata agli strumenti vari
Nel 2015 ha vinto il premio Orpheus Awards 2015 con il CD Borderline per la sezione jazz.
Dal 2003 al 2015 è stato direttore artistico del Gallarate Jazz Festival, di cui è stato il fondatore ed è attualmente direttore artistico di Mutamenti,  festival musicale che ha come scenario i Castelli e luoghi d'arte della provincia di Massa Carrara.
Nel 2017 ha fondato il Max De Aloe Baltic Trio con il chitarrista finlandese Niklas Winter e il contrabbassista danese Jesper Bodilsen.
Con il Max De Aloe Baltic trio ha pubblicato nel maggio 2017 il CD ed LP "Valo", dal finlandese "Luce"..
Nel giugno 2018 si è esibito con Massimo Ranieri allo Stadio San Paolo di Napoli per l'evento musicale dell'anno che ha riunito diverse star italiane per PINO E',  tributo a Pino Daniele in diretta televisiva su RaiUNO.
Ha realizzato il progetto "Live in 8mq", brevi set di concerti realizzati nella riproduzione di una cella carceraria in collaborazione con il progetto Extrema Ratio per la campagna di sensibilizzazione sul sovraffollamento dei carceri in Italia. Si è poi esibito in vari istituti penitenziari come nel carcere di massima sicurezza di Badu 'e Carros di Nuoro e la casa circondariale di Varese e Busto Arsizio.
Dal 2018 dirige l'etichetta discografica Barnum For Art.
Nel 2020 ha realizzato con il Max De Aloe Quartet il Cd "Just for one day" (The music around David Bowie) e nel 2021 il Cd "Una notte di coprifuoco" in duo con Roberto Olzer, registrato tutto nella notte tra il 22 e il 23 febbraio 2021.
Nell'ottobre 2021 ha composto le musiche per "Il viaggio di Antonio", mostra itinerante dedicata ai 100 anni del Milite Ignoto. Un progetto della Presidenza del Consiglio dei Ministri a cura di Anna Villari e Paolo Vicchierallo con le tavole di Gipi  e le voci di Mario Perrotta e Mark Kevin Barltrop.
Nel 2022 per l'edizione Blonk ha scritto il libro "L'armonica che respira. Di Jazz, pugili e ghiaccioli" 
Nel 2023 ha scritto le musiche del film "L'ultimo viaggio" per la regia di Lorenzo Ceva Valla e Mario Garofalo.
Nel 2024 a Jiangyn - Shanghai, Cina, gli è stato conferito dalla commissione dell'Asian Pacific Harmonica Festival il titolo di ambasciatore dell'armonica in Oriente. Nella stessa occasione gli è stato dedicato uno spazio permanente nel museo dell'armonica di Jiangyn - Shanghai.  

## Discografia

### Album
- 1999 - La danza di Matisse (Splasc(h))
- 2000 - La musica Bruno Martino con Mike Melillo, Massimo Moriconi (Philology)
- 2001 - Racconti controvento con Gianni Coscia e Massimo Moriconi (Abeat)
- 2003 - L'anima delle cose con Gianni Coscia e Massimo Moriconi (Abeat)
- 2006 - Crocevia come Max De Aloe Quartetto Crocevia (Abeat)
- 2008 - ROAD MOVIE Live at Sonvico in jazz (Barnum 001)
- 2008 - Lirico incanto come Max De Aloe Quartet (Abeat)
- 2009 -  Apnea con Bill Carrothers (Abeat)
- 2010 - Bradipo come Max De Aloe Quartet (Abeat)
- 2012 - Pingopingando. A musica de Tom Jobim con Antonella Montrasio (Abeat)
- 2012 - Bjork on the Moon come Max De Aloe Quartet (Abeat) - CD + LP
- 2013 - Pop Harp con Marcella Carboni (Abeat)
- 2013 - Mutamenti - Live in miniera con Marlise Goidanich (Barnum)
- 2014 - Borderline come Max De Aloe Quartet (Abeat)
- 2017 - Valo - come Max De Aloe Baltic Trio (Abeat) - CD + LP
- 2018 - Sospiri Sospesi - Coscia, De Aloe, Di Bonaventura (Barnum)
- 2018 - Sonnambuli - Max De Aloe - Librasi - Stranieri -  (Barnum) - CD + LP
- 2020 - Just for one day - Max De Aloe Quartet (Barnum)
- 2021 - Una notte di coprifuoco - Max De Aloe & Roberto Olzer - (Barnum)
- 2022 - Three views of a secret - Max De Aloe with Faraggiana Big Band - (Barnum)
- 2024 - Melodic Monk - Max De Aloe Quartet (Barnum)
- 2024 - A noite e Tom - Alessia Martegiani, Max De Aloe, Massimiliano Coclite (Barnum)

### Partecipazioni
- In The Air di Marco Detto (Splasch Records)
- Il poeta del Renato Sellani Quartet (Abeat)
- Lettere dal bagnasciuga di Antonio Turconi (ABLG)
- Uma voz para Caetano del Barbara Casini Quartet (Philology)
- Dansa da vida di Adi Souza (MAP Records)
- Over and out dell'Alessandro Carabelli Group (Splasch Records)
- Rosso Fiaba di Carlo Maria Arosio (CMA-AZ 002)
- Uma voz para Caetano del Barbara Casini Quartet  (Philology w 232.2)
- Dansa da vida di Adi Souza   (MAP Records LJ 30105)
- Over and out dell'Alessandro Carabelli Group (Splasch Records CDH 921.2)
- Cinema Paradiso di Giampiero Spina (Splasch Records)
- Vol.54 - Jazz Magazine – Raccolta AA.VV.  (Emme K – JM 54)
- Meu silencio dell'Antonella Montrasio Mudança Quintet  (Videoradio 000680)
- Nu Drop del Lia Invernizzi Quintet  (Music Center BA 258)
- Abeat Story di Musica Jazz Raccolta AA.VV.  (MJCD 1234)
- Di sole, di pioggia o di vento di Antonio Marco Turconi  (LAB 104)
- Something Amazing di Andrea Celeste  (Zerodieci)
- O jeito da volta di As Moendas  (Ishtar)
- Personal Notes  di Bruno De Filippi  (Preludio PL113)
- Senza ‘na ragione di Massimo Ranieri (Universal)
- Le stagioni di Anna Frank di Renato Franchi & Suonatore Jones   (Latlantide)
- Jazz Club Bergamo 2013 – Raccolta AA.VV. – JCB
- Piccola Enciclopedia della canzone napoletana di Massimo Ranieri (Sony Music)
- Still Chime di Marcella Carboni  (Abeat ABJZ 540)
- Abre Alas di Ulla Haesen -(LC12427 popup media)
- Ravel's Waltz di Attilio Zanchi   (Abeat ABJZ 144)
- Dune di Sharg Uldusù 4tet  (Abeat ABJZ 546)
- Patchwork di Beatrice Zanolini
- City of dreams - Cominoli - De Aloe - Zanchi (Abeat ABJZ 166)
- Ballate per viaggiatori solitari di Andrea Polmonari
- Another day home di Cleo & Winter  (Abovoice 1019)
- Groowin' High di Higlights  (SWM 011/17)
- 17 di Lorenzo Cominoli (Barnum For Art 005)
- My Folks di Salvatore Maltana Trio (Barnum for Art BFA CD 011)
- Dreamers di Rinky Tinky Jazz Orchestra  (Jsm)
- Smile di Gisella Ferrarin Trio (Barnum for Art BFA CD 018)
- Cordemar di Franca Masu  (W Music ICWM2102)
- 377 di Sebastiano Dessanay (377 productions)
- Risvegli - Eugenia Canale Quartet (Barnum)
- Overlands - Iguazù Trio e Paola Folli
- Pane & Swing - Mo' Better Swing
- Unfinished - Simona Bencini (Featuring Fabrizio Bosso, Max De Aloe, Antonio Faraò) - (Cimbarecord)

## Videografia
- Un controcanto in tasca - DVD - (Abeat)

## Opere
- 2012 Method for Chromatic Harmonica (SherMusic - USA)
- 2013 Metodo per armonica cromatica (Volonté & Co.)
- 2015 Suona l'armonica (Volonté & Co.)
- 2020 Method for Chromatic Harmonica - Expanded Edition (SherMusic - USA)
- 2021 Armonica Cromatica Autodidatta (Volontè & Co.)
- 2021 Metodo per armonica cromatica - Nuova Versione -(Volonté & Co.)